# اصل آزار

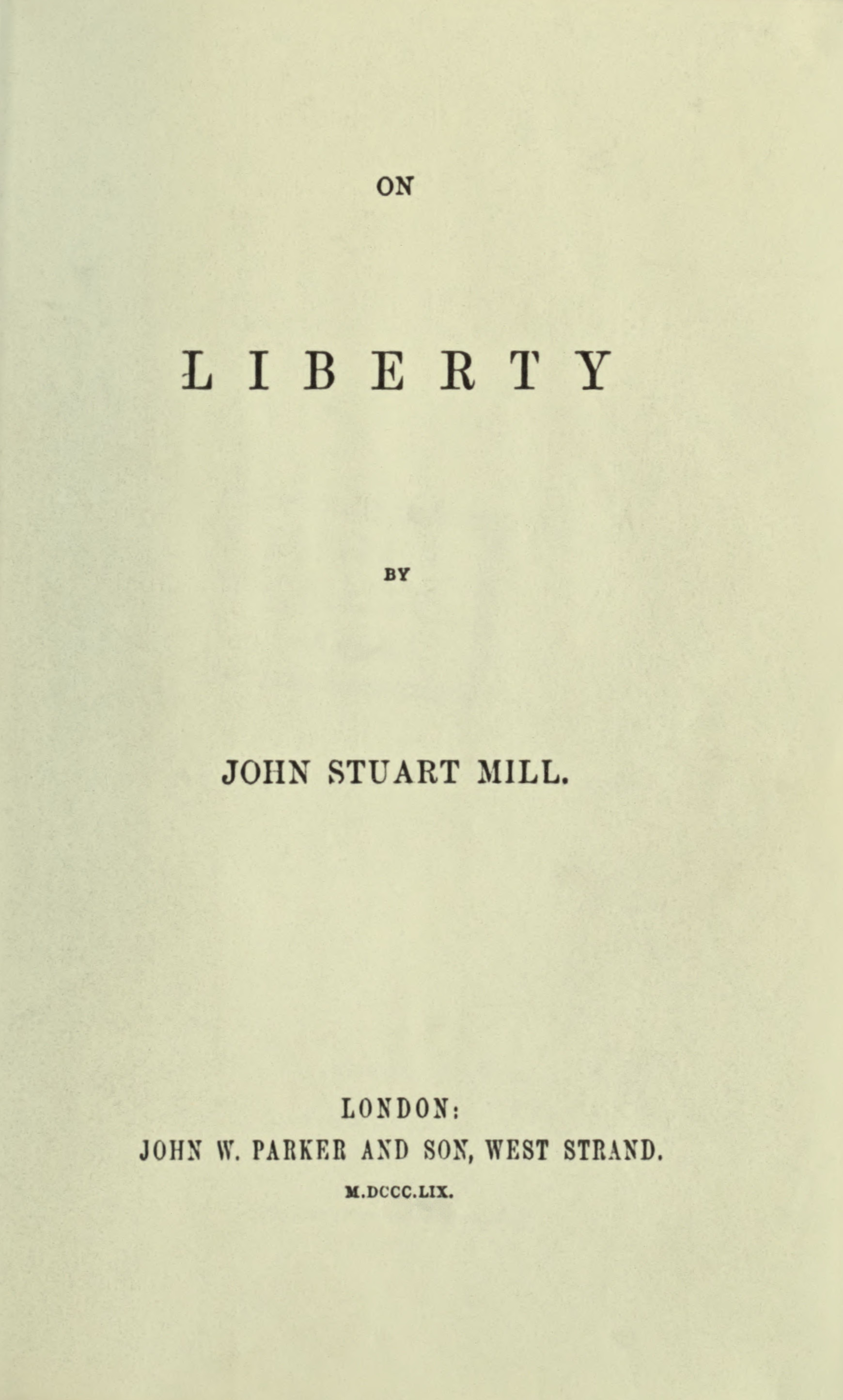
صفحه عنوان اولین نسخه درباره آزادی، نوشته ی جان استوارت میل.

اصل آزار (به انگلیسی: Harm principle) اصلی در حقوق و علوم سیاسی است که بنا بر آن اعمال انسان به هیچ‌وجه نباید محدود باشد مگر اینکه مشمول آزار شوند. جان استوارت میل، فیلسوف برجسته بریتانیایی نخستین بار این اصل را در رساله فلسفی درباره آزادی شرح داد. بر اساس این کتاب تنها زمانی می‌شود در جامعه از قدرت علیه یک انسان استفاده کرد که او مرتکب آزار شده باشد. به باور میل آزادی شامل هر عمل انسان می‌شود مگر اینکه آن عمل مشمول آزار فیزیکی و یا روانی باشد.

## تعریف
این باور که «هیچ شهروندی نباید از انجام هرگونه عملی که بی‌آزار است باز بماند» از اصول اولیه لیبرالیسم است.

## نمونه های مدرن

### اصل آزار در حزب لیبرتارین آمریکا
در اساس‌نامه حزب لیبرترین آمریکا تلویحاً به اصل آزار اشاره شده‌است.